# Léandre Bouchard
Léandre Bouchard (* 20. Oktober 1992 in Alma, Québec) ist ein kanadischer Mountainbiker.

## Sportlicher Werdegang
Bouchard fing im Alter von 12 Jahren mit dem Mountainbikesport an. Als er 17 war, nahmen sich seine Schwester und seine Mutter innerhalb eines Jahres das Leben. Nach dieser Zeit gewann er in der U23 dreimal die kanadischen Meisterschaften im Cross-Country XCO. Auch in der Elite konnte er über die Jahre drei Meistertitel holen, 2014 im Eliminator (XCE), 2019 im Marathon (XCM) und 2021 im XCO. Hinzu kamen zahlreiche weitere Podiumsplatzierungen bei kanadischen Meisterschaften. Bouchard blieb seiner Heimatstadt Alma treu, obwohl dies mit eingeschränkten Trainingsmöglichkeiten einherging. An der nahe gelegenen Université du Québec à Chicoutimi machte er eine Ausbildung zum Sportlehrer.
2016 vertrat Bouchard sein Land bei den Olympischen Spielen und belegte im Mountainbikerennen von Rio den 27. Platz. Bis 2023 fuhr er 14 Mal in Folge bei Mountainbike-Weltmeisterschaften; seine beste Platzierung war dort ein achter Rang in der U23 2014. Auch im Mountainbike-Weltcup war 2014 sein erfolgreichstes Jahr: Dreimal kam er im XCO-Rennen der U23 unter die Top 10, und im Eliminator-Rennen von Albstadt gelangte er ins Finale, wo er auf dem vierten Platz endete. Dies blieben bis einschließlich 2023 seine einzigen Top-10-Platzierungen im Weltcup. Seine erste internationale Medaille erzielte er mit der Cross-Country-Staffel bei den Panamerika-Meisterschaften 2024.
Als Benefizaktion für die Suizidprävention unternahm Bouchard im Herbst 2022 eine Kanada-Durchquerung von Vancouver bis zu sich nach Hause in Alma, bei der er in weniger als einem Monat 5200 Kilometer zurücklegte.

## Erfolge
2011
 Kanadischer Meister – XCO (U23)
2012
 Kanadischer Meister – XCO (U23)
2014
 Kanadischer Meister – XCE
 Kanadischer Meister – XCO (U23)
2019
 Kanadischer Meister – XCM
2021
 Kanadischer Meister – XCO
2024
 Panamerika-Meisterschaften – Staffel